# Bahnhof Stade
Der Bahnhof Stade liegt an der Niederelbebahn in Niedersachsen, welche die Städte Hamburg und Cuxhaven verbindet, und ist der größte Verkehrsknotenpunkt der Hansestadt Stade. Er wurde 1881 eröffnet und ist heute im Personenverkehr ein reiner Nahverkehrshalt. Das heutige Bahnhofsgebäude wurde 1905 fertiggestellt.

## Geschichte
Als am 1. April 1881 die Niederelbebahn von Harburg eröffnet wurde, war Stade ein halbes Jahr lang Endpunkt der Strecke. Dann wurde auch der zweite Teil bis Cuxhaven in Betrieb genommen. Die Elektrifizierung von Hamburg aus erfolgte 1968 und endet in Stade. Am 1. Oktober 1898 wurde die Strecke nach Hesedorf eröffnet. Diese Strecke wurde 1992 von den Eisenbahnen und Verkehrsbetrieben Elbe-Weser (EVB) übernommen. 1993 wurde der regelmäßige Personenverkehr auf dieser Strecke eingestellt. Im Sommer sind auf dieser Strecke Touristikzüge unterwegs. Vom 13. Juni 1899 bis 15. November 1933 endete am Bahnhofsvorplatz die Kehdinger Kreisbahn. Im Güterverkehr wird von Stade aus ein etwa 10 Kilometer langes Industriestammgleis nach Bützfleth bedient, es wird als Bahnhofsgleis betrieben. Zwischen Anfang der 1980er Jahre und 1996 besaß das Gleis eine elektrische Fahrleitung, die aber im Betrieb nicht genutzt wurde.
Das Bahnhofsgebäude von 1881 erwies sich bald als zu klein und baulich unzureichend. Das heutige Empfangsgebäude wurde daher 1903–1905 neu errichtet. Reste des alten Bahnhofsgebäudes blieben noch länger bestehen, sind aber schon vor Jahrzehnten abgebrochen worden.

## Gleisanlagen
Der Bahnhof Stade liegt in angenäherter West-Ost-Richtung. Die Anlagen des Personenbahnhofs waren früher umfangreicher. Es gab vier Bahnsteiggleise. Gleis 5 mit südlichem Seitenbahnsteig stand den Zügen von Bremervörde zur Verfügung. Heute sind davon nur Gleisreste übergeblieben. Gleis 3 wurde im Zuge der Modernisierung zum Stumpfgleis umgebaut. Hier enden heute die S-Bahnen. Ihre Abstellanlage, die 2007 gebaut wurde, befindet sich direkt an Gleis 3 anknüpfend Richtung Buxtehude. Sie ist nur von Gleis 3 anfahrbar. Zwischen Gleis 2 und Gleis 3 liegt ein Inselbahnsteig. Gleis 1 liegt am Hausbahnsteig. In Richtung Buxtehude gibt es nördlich der Streckengleise Überhol- und Abstellgleise. Früher gab es auch noch Abstellgleise am Westende des Bahnhofs, diese wurden allerdings in den letzten Jahren bis zu ihrem Abbau 2007 kaum noch benutzt. Hier wurden elektrische Lokomotiven und Triebwagen abgestellt. Etwa einen Kilometer Richtung Cuxhaven gibt es zwei Weichen, um die Gleise zu wechseln, wenig später endet der elektrische Fahrweg.
Für den Güterverkehr gibt es mehrere Abstellgleise östlich des Bahnhofsgebäudes, auch eine Ladestraße und eine Kopframpe sind noch angeschlossen. Ein großer Teil des ehemaligen Güterbahnhofs ist aber seit 2015 ohne Gleise.

## Verkehr
Seit Fahrplanwechsel im Dezember 2007 verkehren die Züge des SPNV mit einer Diesellokomotive der Baureihe 246 und Doppelstockwagen von Hamburg über Stade nach Cuxhaven. Von Dezember 2007 bis Dezember 2018 kam das Zugangebot von der Metronom Eisenbahngesellschaft, seit Dezember 2018 von der DB-Regio-Tochtergesellschaft Regionalverkehre Start Deutschland. Sie lösten die damaligen Regional-Express-Züge ab, die aus n-Wagen, zuletzt mit einer Lokomotive der Baureihe 218, bestanden. Bis Dezember 2007 fuhren außerdem Regionalbahnen in der Relation Hamburg–Stade. Diese wurden von einer Elektrolokomotive der Baureihe 143 mit n-Wagen gefahren. Ab 2007 wurde stattdessen die Linie S3, seit dem 10. Dezember 2023 die S5 (mit dem Fahrplan- und Liniennetz-Wechsel der S-Bahn Hamburg) mit Elektrotriebwagen der Baureihen 474.3 und 490 nach Stade eingesetzt.
| Linie                    | Linienverlauf | Betreiber                          | Takt                                              |
| ------------------------ | --- | ---------------------------------- | ------------------------------------------------- |
| RE5                      | Hamburg Hauptbahnhof – Hamburg-Harburg – Buxtehude – Horneburg – Stade – Hammah – Himmelpforten – Hechthausen – Hemmoor – Wingst – Cadenberge – Otterndorf – Cuxhaven | Regionalverkehre Start Deutschland | 60 min                                            |
| S 5                      | (im Bau: Kaltenkirchen – Kaltenkirchen Süd – Henstedt-Ulzburg – Ulzburg Süd – Tanneneck – Ellerau – Quickborn – Quickborn Süd – Hasloh – Bönningstedt – Burgwedel – Schnelsen – Schnelsen Süd – Hörgensweg – Eidelstedt Zentrum – ) Elbgaustraße – Eidelstedt – Stellingen (Arenen) – Langenfelde – Diebsteich – Holstenstraße – Sternschanze – Dammtor – Hauptbahnhof \ Hauptstrecke – Hammerbrook (City Süd) – Elbbrücken – Veddel (BallinStadt) – Wilhelmsburg – Harburg – Harburg Rathaus – Heimfeld (TU Hamburg) – Neuwiedenthal – Neugraben – Fischbek – Neu Wulmstorf – Buxtehude – Neukloster – Horneburg – Dollern – Agathenburg – Stade / in Tagesrandzeiten – Berliner Tor | S-Bahn Hamburg GmbH                | 20 min HVZ 60 min Mo.–So.                         |
| Moorexpress              | Stade – Hagen (Kr Stade) – Deinste – Fredenbeck – Mulsum-Essel – Essel – Hesedorf – Bremervörde – Barchel – Basdahl Kluste – Brillit – Gnarrenburg Nord – Gnarrenburg – Nordsode – Ostersode – Hüttenbusch – Neu St. Jürgen – Worpswede – Ahrensfelde – Osterholz-Scharmbeck – Ritterhude – Bremen-Burg – Bremen Hbf | EVB                                | einzelne Züge (Sommerfahrplan: Sa, So, Feiertage) |
| Stand: 11. Dezember 2022 | |                                    |                                                   |

## ZOB
Direkt an Gleis 1 liegt neben dem Empfangsgebäude der Zentrale Omnibusbahnhof (ZOB). Er wird von fast allen Stader Buslinien der KVG Stade und einer Fernbuslinie angesteuert.

### Stadtverkehr
| Linie | Linienverlauf                                                                                               |
| ----- | --- |
| 2001  | Hagen – Riensförde – Bahnhof – Pferdemarkt – Krankenhaus – Hahle – Haddorf                                  |
| 2002  | Ring: Bahnhof – Pferdemarkt – Hohenwedel – Schwedenviertel – Pferdemarkt- Bahnhof                           |
| 2004  | Ring: Pferdemarkt – Bahnhof – Pommernstraße – Langobardenstraße – Pferdemarkt                               |
| 2005  | Ring: Pferdemarkt – Bahnhof – Thuner Straße – Klein Thun – Pferdemarkt                                      |
| 2006  | Bahnhof – Pferdemarkt – Stadersand (verkehrt nur bei Fährbetrieb der Elblinien)                             |
| 2007  | Agathenburg – Ottenbeck – Bahnhof – Pferdemarkt – Hohenwedel – Hahle – Wiepenkathen                         |
| 2008  | Bahnhof – Mittelnkirchener Straße – Altländer Straße – Bahnhof                                              |
| 2021  | Bahnhof – Pferdemarkt – Hohenwedel – Hahle – Haddorf – Wiepenkathen – Ottenbeck – Bahnhof (Spätrundfahrten) |

### Regionalbusverkehr
| Linie | Linienverlauf                                                                              |
| ----- | ------------------------------------------------------------------------------------------ |
| 1824  | Stade – Haddorf – Himmelpforten – Hechthausen – Hemmoor – Wingst – Cadenberge – Otterndorf |
| 2025  | Stade – Bützfleth – Drochtersen – Freiburg                                                 |
| 2026  | Stade – Bützfleth – Drochtersen – Freiburg – Itzwörden                                     |
| 2027  | Stade – Düdenbüttel – Himmelpforten – Kranenburg – Oldendorf – Gräpel                      |
| 2028  | Stade – Düdenbüttel – Hagenah – Elm – Bremervörde                                          |
| 2050  | Stade – Hollern – Steinkirchen – Jork                                                      |
| 2051  | Stade – Twielenfleth – Steinkirchen – Jork                                                 |
| 2060  | Stade – Hagen – Harsefeld – Ahlerstedt – Wangersen – Zeven                                 |
| 2061  | Stade – Hagen – Helmste – Harsefeld – Ahlerstedt – Wangersen                               |
| 2365  | Stade – Schwinge – Fredenbeck – Wedel – Bargstedt – Harsefeld – Kakerbeck – Bredenbeck     |
| 2370  | Stade – Hagen – Deinste – Fredenbeck – Mulsum – Kutenholz                                  |
| 2372  | Stade – Schwinge – Mulsum – Kutenholz – Brest                                              |
| 2708  | Schwinge – Stade – Hollern – Grünendeich – Finkenwerder                                    |

### Fernbusverkehr
| Betreiber | Linienverlauf                                                         |
| --------- | --------------------------------------------------------------------- |
| FlixBus   | Cuxhaven – Bremerhaven – Beverstedt – Stade – Neustadt-Glewe – Berlin |

## Trivia
- Zu einem großen Bahnhofsfest 1993 in Stade kam ein zehnteiliger ICE 1, für den der damalige Bahnsteig 3 trotzdem zu kurz war.
- Im Zuge eines Schülerprojektes wurden im Jahre 1994 einige Sonderfahrten nach Horneburg mit zwei Zweisystem-Stadtbahnwagen aus Karlsruhe angeboten, um das „Karlsruher Modell“ in Stade vorzustellen.